# Roman Will
Roman Will (* 22. Mai 1992 in Plzeň, Tschechoslowakei) ist ein tschechischer Eishockeytorwart, der seit Mai 2022 beim HC Pardubice aus der tschechischen Extraliga unter Vertrag steht.

## Karriere

Will im Trikot der San Antonio Rampage (2015)

Will entstammt dem Nachwuchs des HC Plzeň, dem Klub seiner Geburtsstadt, spielte aber alsbald in der Jugend des BK Mladá Boleslav. Dieser gehörte er bis zum Sommer 2011 an, da er sich den Moncton Wildcats aus der Ligue de hockey junior majeur du Québec (LHJMQ) anschloss. In seiner einzigen Saison dort wurde Will ins First All-Star Team berufen und nach Beendigung der Spielzeit im KHL Junior Draft 2012 in der fünften Runde an 122. Stelle vom HC Lev Prag ausgewählt.
Im Sommer 2012 kehrte der Torwart wieder zum BK Mladá Boleslav zurück und schaffte mit dem Klub in den folgenden beiden Spielzeiten jeweils den Gewinn der Zweitliga-Meisterschaft sowie 2014 schlussendlich den Aufstieg in die Extraliga. Wills Leistungen der vergangenen Jahre machten schließlich die Colorado Avalanche aus der National Hockey League (NHL) auf ihn aufmerksam, die ihn im Mai 2014 zur Unterschrift unter einen Zweijahresvertrag brachten. Zunächst verbrachte der Tscheche die Saison 2014/15 in den Minor Leagues und spielte für Colorados Farmteams, die Lake Erie Monsters in der American Hockey League (AHL) sowie die Fort Wayne Komets in der ECHL. In der Saison 2015/16 war Will dann für die San Antonio Rampage in der AHL aktiv. Am 26. Januar 2016 feierte er schließlich sein NHL-Debüt, als er im Schlussdrittel für Calvin Pickard eingewechselt wurde. Es blieb sein einziger 18-minütiger Einsatz auf diesem Niveau.
Am 10. Mai 2016 unterzeichnete er schließlich einen Vertrag bei Bílí Tygři Liberec aus der tschechischen Extraliga, mit dem er zweimal die Vizemeisterschaft feierte und sich zu einem der besten Torhüter der Liga entwickelte. Nach drei Spielzeiten wechselte Will zum schwedischen Klub Rögle BK in die Svenska Hockeyligan (SHL), den er nach einem Jahr wieder verließ und zum HK Traktor Tscheljabinsk in die Kontinentale Hockey-Liga  (KHL) wechselte. Dort war der Schlussmann zwei Spielzeiten lang aktiv, ehe er im Mai 2022 in seine tschechische Heimat zurückkehrte und einen Vertrag beim HC Pardubice unterzeichnete.

### International
Will spielte bei der U18-Junioren-Weltmeisterschaft 2010 in Belarus für sein Heimatland. Dort teilte er sich die Torhüterposition mit Libor Kašík und belegte am Turnierende den sechsten Platz mit dem Team. Sein Debüt in der tschechischen A-Nationalmannschaft feierte Will in der Saison 2018/19, ehe er bei der Weltmeisterschaft 2021 sein Debüt bei einem internationalen Turnier feierte. Bei den Olympischen Winterspielen 2022 im chinesischen Peking gehörte der Schlussmann ebenfalls zum tschechischen Aufgebot, blieb jedoch ohne Einsatz.

## Erfolge und Auszeichnungen
| - 2012 LHJMQ First All-Star Team - 2013 Meister der 1. Liga mit dem BK Mladá Boleslav - 2014 Meister der 1. Liga und Aufstieg in die Extraliga mit dem BK Mladá Boleslav - 2015 ECHL-Rookie des Monats April - 2015 ECHL All-Rookie Team | - 2017 Tschechischer Vizemeister mit Bílí Tygři Liberec - 2019 Tschechischer Vizemeister mit Bílí Tygři Liberec - 2019 Bester Torhüter der Extraliga - 2024 Tschechischer Vizemeister mit dem HC Pardubice |

## NHL-Statistik
Stand: Ende der Saison 2015/16
(Legende zur Torhüterstatistik: GP oder Sp = Spiele insgesamt; W oder S = Siege; L oder N = Niederlagen; T oder U oder OT = Unentschieden oder Overtime- bzw. Shootout-Niederlage; Min. = Minuten; SOG oder SaT = Schüsse aufs Tor; GA oder GT = Gegentore; SO = Shutouts; GAA oder GTS = Gegentorschnitt; Sv% oder SVS% = Fangquote; EN = Empty Net Goal; 1 Play-downs/Relegation; Kursiv: Statistik nicht vollständig)